# Cocoa West
Cocoa West ist ein census-designated place (CDP) im Brevard County im US-Bundesstaat Florida Das U.S. Census Bureau hat bei der Volkszählung 2020 eine Einwohnerzahl von 5.939 ermittelt.

## Geographie
Cocoa West grenzt an die Städte Cocoa und Rockledge. Der CDP liegt rund 25 km südlich von Titusville sowie etwa 70 km östlich von Orlando. Der Ort wird von der Interstate 95 sowie den Florida State Roads 501 und 520 durchquert bzw. tangiert.

## Demographische Daten
Laut der Volkszählung 2010 verteilten sich die damaligen 5925 Einwohner auf 2553 Haushalte. Die Bevölkerungsdichte lag bei 533,8 Einw./km². 47,7 % der Bevölkerung bezeichneten sich als Weiße, 41,3 % als Afroamerikaner, 0,6 % als Indianer und 0,5 % als Asian Americans. 6,1 % gaben die Angehörigkeit zu einer anderen Ethnie und 3,8 % zu mehreren Ethnien an. 10,3 % der Bevölkerung bestand aus Hispanics oder Latinos.
Im Jahr 2010 lebten in 36,2 % aller Haushalte Kinder unter 18 Jahren sowie 26,0 % aller Haushalte Personen mit mindestens 65 Jahren. 65,2 % der Haushalte waren Familienhaushalte (bestehend aus verheirateten Paaren mit oder ohne Nachkommen bzw. einem Elternteil mit Nachkomme). Die durchschnittliche Größe eines Haushalts lag bei 2,68 Personen und die durchschnittliche Familiengröße bei 3,18 Personen.
29,3 % der Bevölkerung waren jünger als 20 Jahre, 26,5 % waren 20 bis 39 Jahre alt, 27,0 % waren 40 bis 59 Jahre alt und 17,3 % waren mindestens 60 Jahre alt. Das mittlere Alter betrug 35 Jahre. 48,1 % der Bevölkerung waren männlich und 51,9 % weiblich.
Das durchschnittliche Jahreseinkommen lag bei 22.913 $, dabei lebten 30,2 % der Bevölkerung unter der Armutsgrenze.
Im Jahr 2000 war Englisch die Muttersprache von 98,18 % der Bevölkerung, spanisch sprachen 1,07 % und 0,76 % hatten eine andere Muttersprache.